# سوتلانا سارگسیان (موسیقی‌شناس)
سوتلانا کوریونی سارگسیان (ارمنی: Սվետլանա Կորյունի Սարգսյան؛  ۲۴ ژانویهٔ ۱۹۴۵) یک موسیقی‌شناس و کارشناس علوم پرورشی اهل ارمنستان است. وی از سال میلادی تاکنون مشغول فعالیت بوده است.

## زندگی‌نامه
وی در  ۲۴ ژانویهٔ ۱۹۴۵ در تفلیس به دنیا آمد و از کنسرواتوار دولتی کومیتاس ایروان  (۱۹۶۹) فارغ‌التحصیل شد. وی همچنین برندهٔ جوایزی همچون چهره فرهنگی شایسته جمهوری ارمنستان شده است.

## یادداشت
1. ↑  արվեստագիտության դոկտոր